# دنيم
الدَنيم أو النَّيم أو النيميّ هو نسيج مبرد قطني متين، يتشكل بتمرير خيط اللحمة فوق خيطين أو أكثر من خيوط السدى. وينتج عن هذا الشكل المألوف ذو التضليع القطري على الجهة الداخلية لهذا النسيج. الدنيم مستخدم في أمريكا منذ أواخر القرن الثامن عشر. ومن الشائع صباغة قماش الدنيم باستخدام النيلة الزرقاء لإنتاج قماش الجِنز الأزرق.

## معرض صور

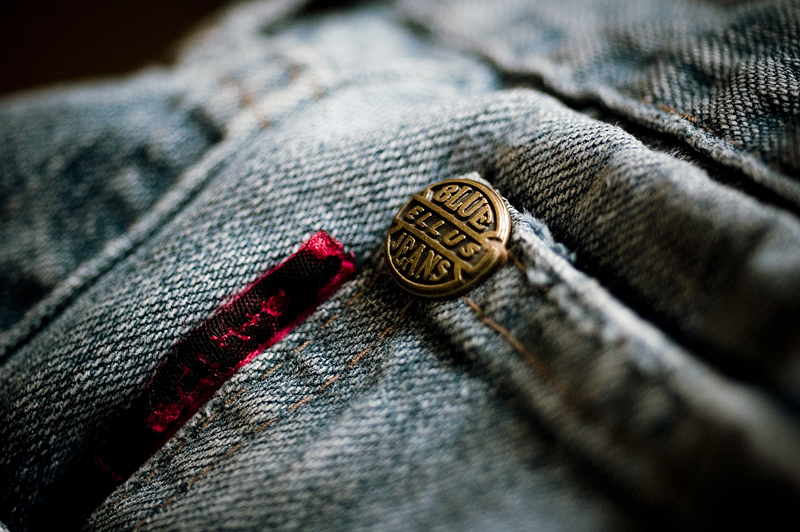
قماش الدنيم
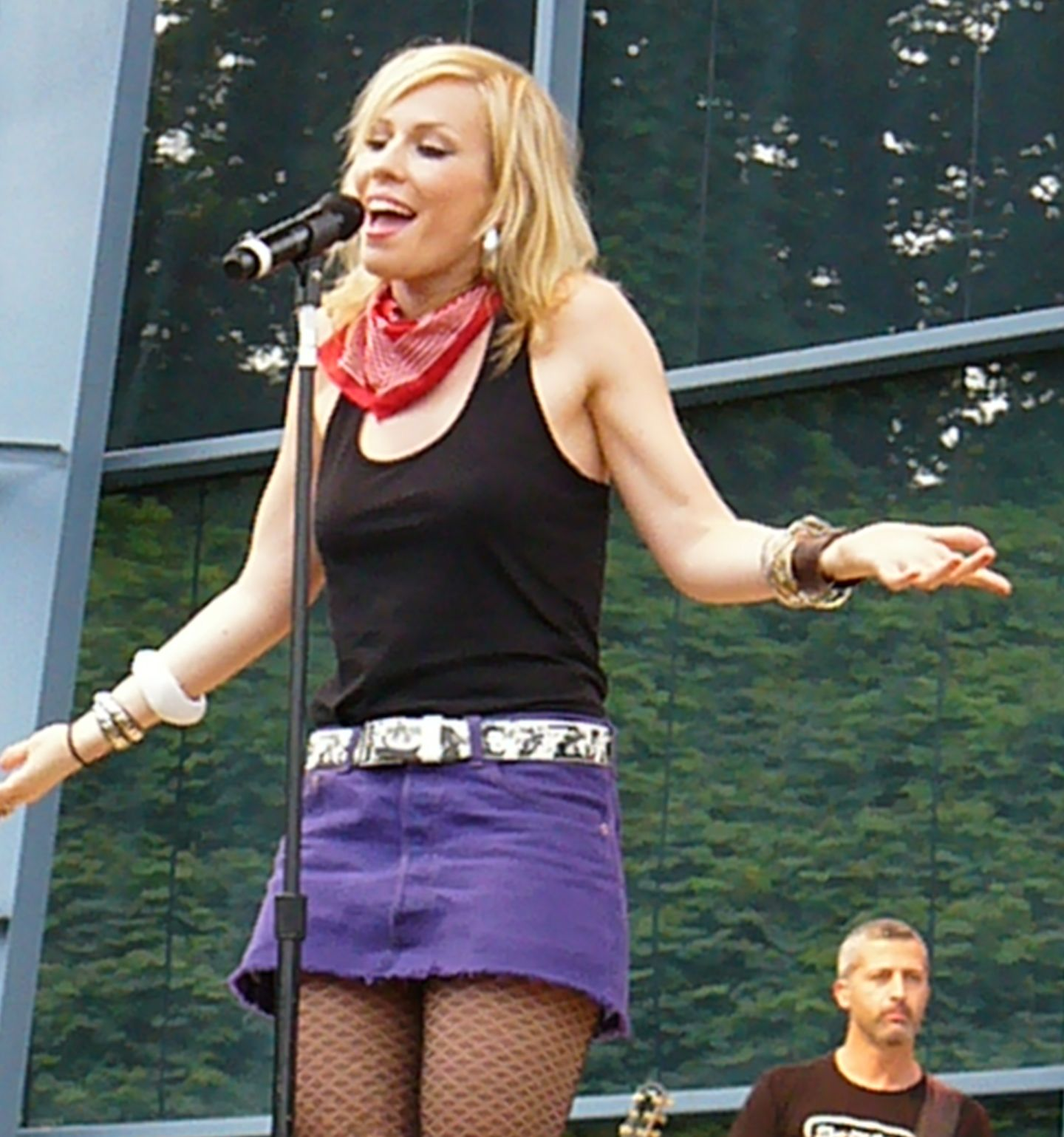
مغنية ترتدي تنورة جِنز
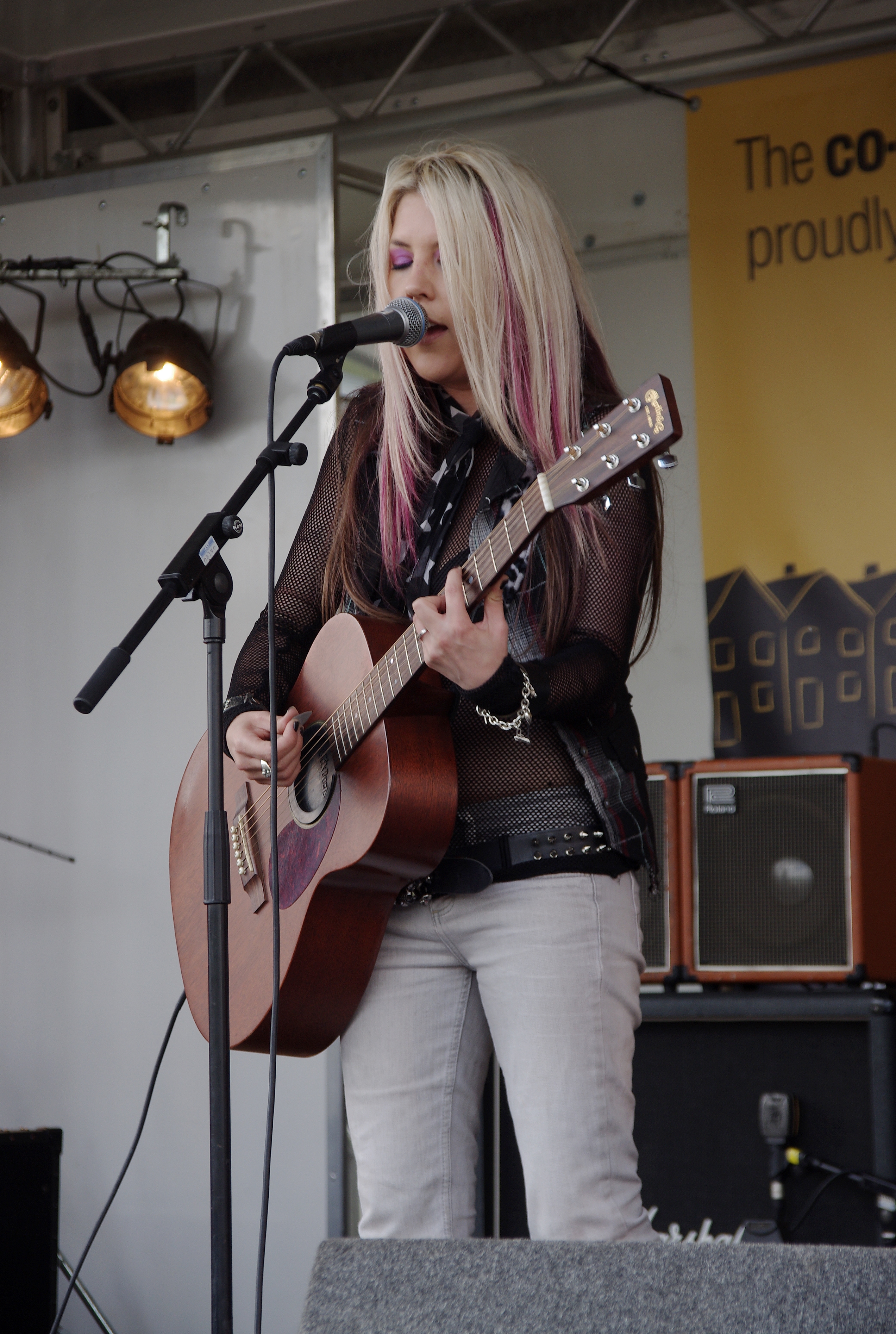
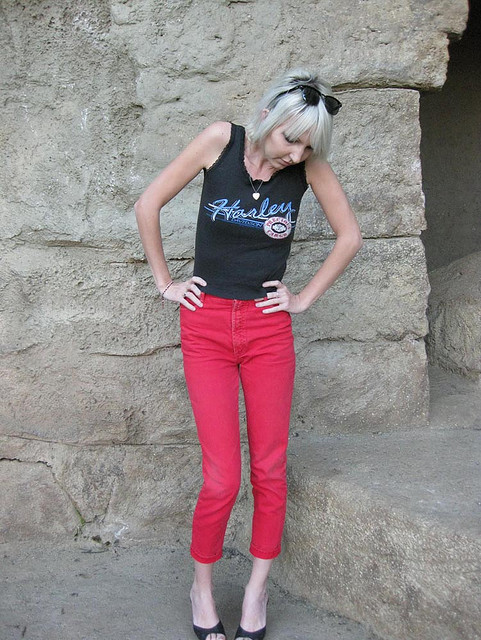
امرأة ترتدي بنطال جِنز ممشوق